# Frauenruderverein
Ein Frauenruderverein ist ein Sportverein, dessen Mitglieder, in der Regel Frauen, das Rudern betreiben. Die Grundsätze für Sportvereine gelten auch für Frauenrudervereine: Gemeinnützigkeit, sportliche Fairness und die Anerkennung der Regeln des Sports.

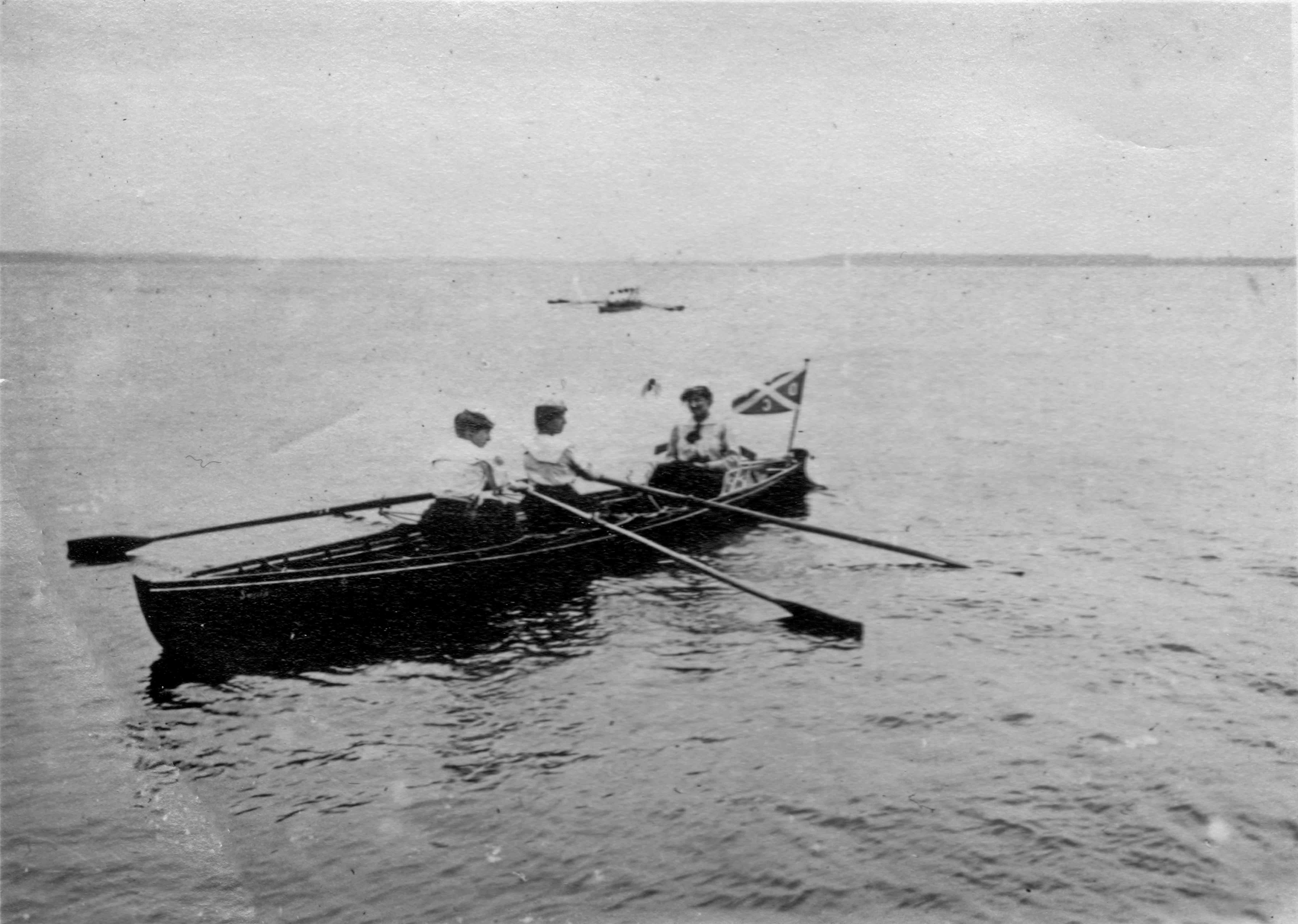
Mitglieder des Friedrichshagener Damen-Ruder-Clubs bei einer Sonntagsausfahrt auf dem glatten Müggelsee, 1903

Seit Ende des 19. Jahrhunderts existieren Frauenrudervereine in Deutschland. Sie wurden gegründet, weil Männerclubs die Aufnahme ruderwilliger Frauen ablehnten. Das heißt, als Frauen an der Schwelle zum 20. Jahrhundert in Deutschland zu rudern begannen, gab es für sie keine Möglichkeit, einem Verein beizutreten. Dadurch waren sie gezwungen, selbst Vereine zu gründen.

## Geschichte

### Überblick
Nachdem Engländerinnen und Däninnen Mitte des 19. Jahrhunderts den Rudersport für sich entdeckt hatten, begannen Ende dieses Jahrhunderts auch in Deutschland Frauen zu rudern.

Damen des Friedrichshagener Damen-Ruder-Clubs beim Bootsbauer K. Bühnemann, um 1905

Erst 1901, mit Gründung des Friedrichshagener Damen-Ruder-Clubs (FDRC), geziemte es sich für „bürgerliche“ Frauen in ein Ruderboot zu steigen. Dabei war die Kleiderordnung streng: Sie sah einen langen Rock, eine Bluse, einen Schlips und hohe Schnürstiefel vor. Nur in dieser Weise bekleidet betätigten sich die Damen sportlich. Arbeiterfrauen achteten hingegen weniger auf Etikette. Der Wassersport spielte vor allem für die Freizeitgestaltung der Bevölkerung Berlins eine wichtige Rolle, das erklärt wohl auch, dass es außerhalb der Reichshauptstadt in der Anfangszeit nur wenige rudernde Frauen gab.
Ebenfalls 1901 richtete der Berliner Herrenruderverein Vorwärts als erster Ruderverein in Deutschland eine Damenabteilung ein. 1909 folgte der Märkische Ruderverein.
Sport hatte zur Zeit der Anfänge des Frauenruderns eine andere Bedeutung als heute: Er war auf Leistung und Wettkampf ausgerichtet – und Männern vorbehalten. 1920 fand das erste reine Frauensportfest statt.

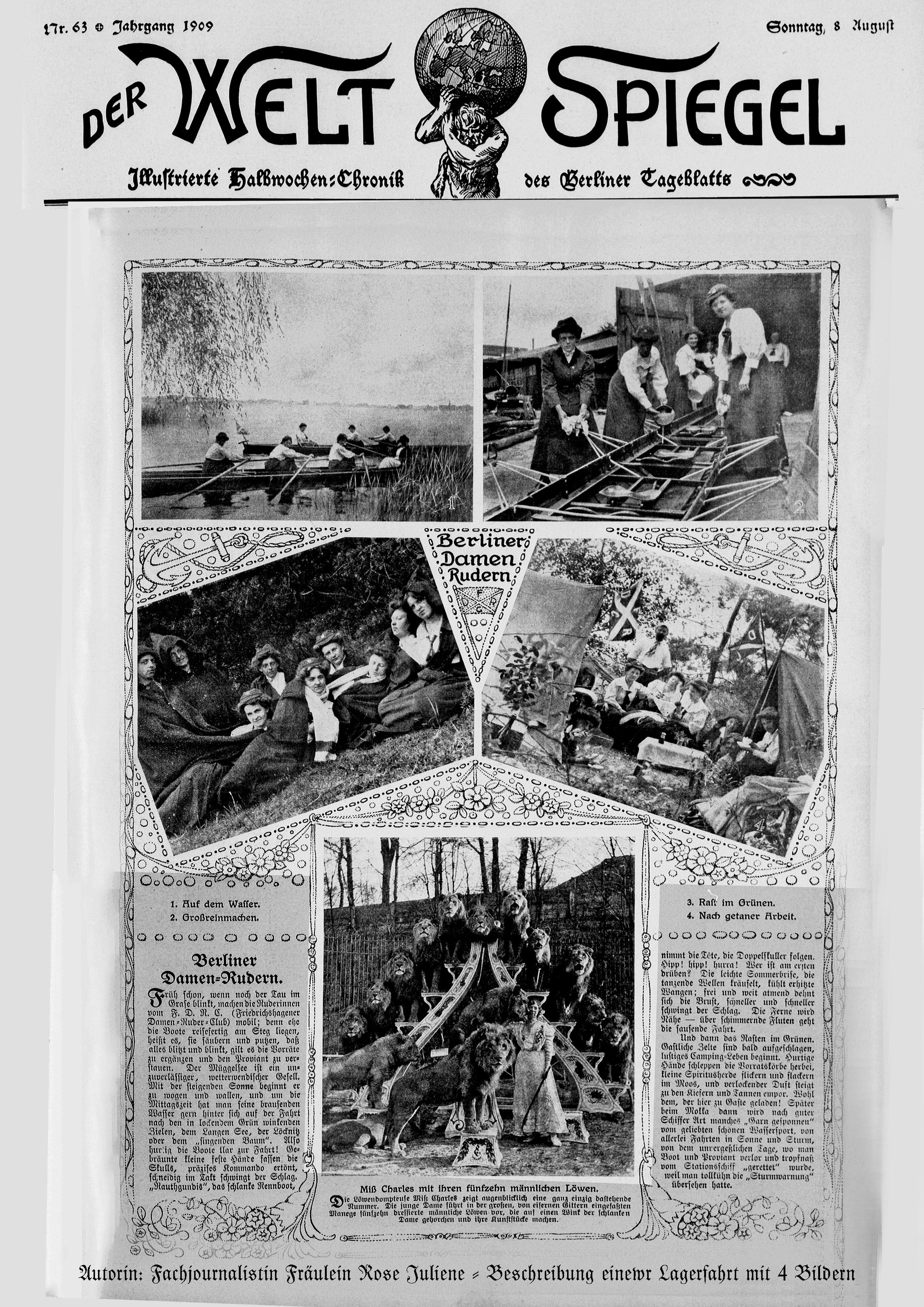
Beschreibung einer Lagerfahrt mit vier Bildern, 1909

Nach dem Ersten Weltkrieg erfuhr der Sport insgesamt einen Aufschwung. Er diente der Ablenkung, machte Spaß und brachte somit die Lebensfreude zurück.
Nach dem Ende des Zweiten Weltkriegs 1945 verbot die Militärregierung alle Vereine, was sowohl das Rudern als auch Sportvereine betraf. 1947 ließ sie Vereinsgründungen wieder zu, allerdings nicht unter den alten Namen. Die Rudervereinigung Wannsee ließ ihren ursprünglichen Plan, auch Ruderinnen aufzunehmen, wieder fallen, deshalb entschlossen sich fünf Ruderinnen, selbst einen Verein zu gründen. Am 8. Mai 1947 bildeten sie mit Genehmigung des Magistrats und der Militärregierung den Frauen-Ruder-Club Wannsee. Dazu waren Anträge in vier Sprachen und zum Teil in 14 Ausfertigungen nötig.

### Frauenrudervereine in Deutschland
Erste Rudererfahrungen sammelten Damen in Deutschland im Jahr 1884, als ihnen Herren des Berliner Touren-Ruderclubs Ruderstunden erteilten. Doch eine Aufnahme von Frauen in ihren Verein kam für die Männer nicht in Frage. Deshalb beschlossen die („bürgerlichen“) Frauen, sich selbst zu organisieren, und initiierten eigene Vereine sowie einen überregionalen Dachverband, den Damen-Ruderverband (DDRV).
Erster deutscher Frauenruderverein war der Berliner Damenruderverein Deutsche Amazonenflotte (DAF), der Zeitungsanzeigen zufolge mit tatkräftiger Unterstützung eines Buchhändlers im August 1894 gegründet wurde. Da die Damen dieses Rudervereins allerdings eher durch Geselligkeit und viel Gepäck („die vielen Taschen, Körbe Tücher und dergleichen“), das sie mit sich führten, auffielen denn durch sportliche Leistungen, war diesem Verein keine lange Lebensdauer beschieden. Ebenso erging es dem Spreeklub, einem zweiten Damen-Ruderverein, der sich um dieselbe Zeit gegründet hatte.

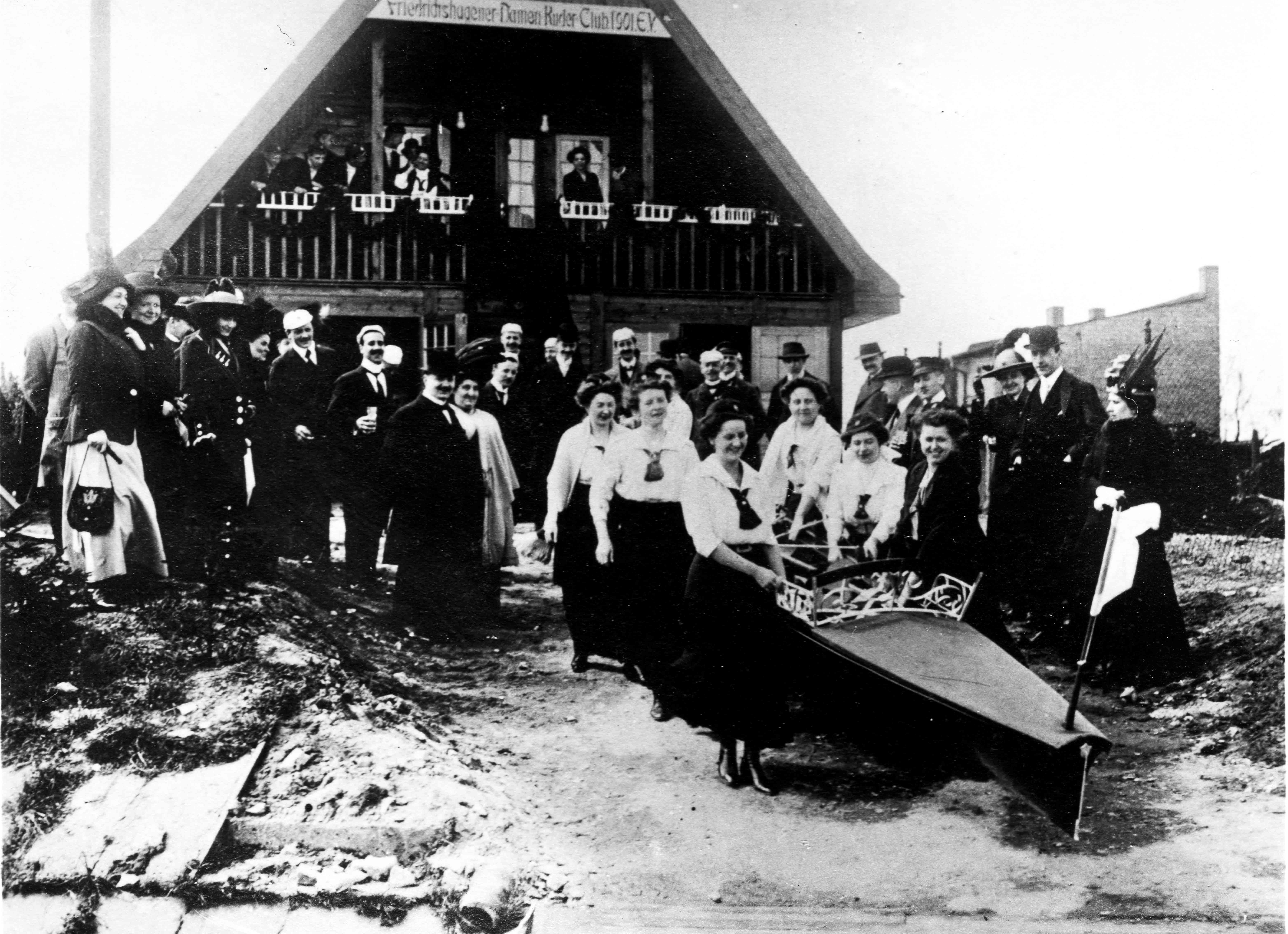
1912: Die Damen des Friedrichshagener Damen-Ruder-Clubs feiern die Einweihung des neuen Bootshauses, Grünauer Straße 213

Der am 10. März 1901 gegründete Friedrichshagener Damen-Ruder-Club (FDRC), dessen Name sich an den bereits vorhandenen Herren-Ruder-Club in Friedrichshagen anlehnte, überdauerte viele Jahrzehnte. Elf Jahre nach seiner Gründung, im Jahre 1912, bezog er sein eigenes Bootshaus am Teltowkanal. Der erste Ruderverein für Schülerinnen gründete sich 1911 in Kassel.
1919 wurde der Deutsche Damen-Ruder-Verband (DDRV) gegründet. Er vertrat die Belange der Ruderinnen bis zu seiner Eingliederung 1933 in den Deutschen Ruderverband (DRV), der seit 1932 auch Frauenrudervereine aufnimmt.
Noch im Jahr seiner Gründung schrieb der DDRV die erste Frauen-Regatta aus: im Stilrudern. Bei strömendem Regen traten 28 Boote – Einer, Doppelzweier und Doppelvierer – in Berlin gegeneinander an. Zwei Jahre später, 1921, folgte im Rahmen der Verbandsregatta des DDRV das erste Wettrudern – über eine Strecke von 1000 m.
Zu Beginn des Zweiten Weltkrieges gab es ca. 50 Frauenrudervereine. 1947 existierten noch zwölf, darunter drei in Berlin.

### Aktuelle Situation
Im 21. Jahrhundert gibt es einige, aber nicht viele deutsche Frauenrudervereine. Je zwei sind in Berlin und Lübeck ansässig. In den meisten rudern Kinder und Jugendliche sowie Frauen bis ins hohe Alter. Aus den unterschiedlichen Altersstrukturen ergeben sich vielfältige Sport- und Erholungsangebote. Das umfangreiche Ruderangebot reicht von kurzen Rudertouren über Trainingsfahrten bis hin zu Tages- und Mehrtagesfahrten auf Gewässern rund um das Vereinshaus und anderswo.

## Auswahl einiger deutscher Frauenrudervereine
In der Literatur wird unterschieden zwischen „selbstständigen“ Frauenrudervereinen und Frauenabteilungen in Männerrudervereinen. In der folgenden Aufzählung findet sich eine Auswahl, absteigend nach Gründungsdatum geordnet, also die ältesten zuerst:
- 1901: Friedrichshagener Damen-Ruderclub (FDRC): Am 10. März gründeten vier Damen diesen „ersten“ Frauenruderverein. Das später bezogene eigene Bootshaus am Teltowkanal musste nach dem Krieg 1945 aufgegeben werden. Am 10. Mai 1950 gründete sich der Club erneut, dieses Mal in Spandau. 1977 beschloss der Verein, sich aufzulösen und sich dem Frauen-Ruder-Club Wannsee anzuschließen.[9]
- 1907: Lübecker Frauen-Ruder-Gesellschaft von 1907 (LFRG): Seit Auflösung des FDRC gilt dieser Ruderverein als der älteste Frauen-Ruderverein Deutschlands. Auch er wird den „vier selbstständigen Frauenrudervereinen Deutschlands“ zugerechnet.[9][12]
- 1913: Casseler Frauen-Ruderverein (CFRV): Der 1913 von Lehrerinnen und Schülerinnen eines Gymnasiums in Kassel gegründete Verein, in dem anfangs „in langen schwarzen Wollstrümpfen, Pumphosen und Matrosenblusen“ gerudert wurde und der 1934 die erste selbstständige Frauen-Regatta in Kassel veranstaltete, ist inzwischen ein Ruderverein, der auch Männern offensteht und seinen Schwerpunkt auf den Breitensport und das Wanderrudern legt.[13]
- 1913: Emder Damen Ruderverein: Initiatorin war die Oberschullehrerin Ida Doll gewesen. 1977 schloss sich der „Emder Damen Ruderverein“ mit dem „Der Emder Ruderverein“ zum heutigen Emder Ruderverein zusammen.[14]
- 1917: Dresdner Frauen-Ruderverein: 1917 wurde der Dresdner Frauen-Ruderverein gegründet. 1930 folgte die Einweihung des neuen Bootshauses, das allerdings 1946 in Ermangelung anderer Bootshäuser zum Bootshaus des Dresdner Rudervereins wurde.[15]
- 1925: Hamburger Ruderinnen-Club von 1925 (HRC): Der Verein wird den „vier selbstständigen Frauenrudervereinen“[9] zugeordnet und ist aktuell der mit Abstand größte deutsche Frauenruderverein. Einen Achter schaffte sich der Verein allerdings erst 2014 an.[16]
- 1926: Lübecker Frauen-Ruder-Klub (LFRK): Der 1926 gegründete Verein ist aus einer 1919 eingerichteten Damenabteilung im Lübecker Ruder-Klub hervorgegangen und zählt ebenfalls zu den „vier selbstständigen Frauenrudervereinen Deutschlands“. Seit 1983 steht dieser Verein explizit auch Menschen mit Behinderung offen.[9][12][17]
- 1927: Frauen-Ruderverein „Freiweg“: Dieser 1927 von u. a. Helli Knoll gegründete und in Frankfurt am Main ansässige Club wirbt mit dem Slogan: „Der Ruderverein nicht nur für Frauen“.[18]
- 1928: Frauen-Ruder-Club Hannover 1928 (1. FRC Hannover): Der 1928 überwiegend von Sport- und Turnlehrerinnen gegründete Verein liegt am Maschsee, hat sich inzwischen dem Breitensport verschrieben und nimmt seit 1985 auch Männer auf.[19]
- 1939: Sportvereinigung Dresdenia – Frauenabteilung Hamburg: Der Verein ging aus der im Mai 1938 gegründeten„Frauen-Ruderabteilung der Betriebssportgemeinschaft der Dresdner Bank AG in Hamburg“ hervor. Nachdem 1945 der Name in „Frauen-Ruderverein Hamburg – vormals Dresdenia“ geändert wurde, wurde dieser später in „Ruderinnen-Club Dresdenia“ umgewandelt. Mit der Öffnung für Männer 1982 steht der Verein auch Männern offen und heißt nun „Ruder-Club Dresdenia“ (RCD).[20]
- 1947: Frauen-Ruder-Club Wannsee (FRCW):[11] Der zwischen 1978 und März 2015[21] einzige Frauenruderverein in Berlin wurde 1947 gegründet und gilt als jüngster der „vier selbstständigen Frauenrudervereine“[9] in Deutschland. Ihm haben sich 1977 die Mitglieder des Friedrichshagener Damen-Ruderclubs angeschlossen.

## Struktur
Alle Rudervereine verfügen über eine Satzung und eine Ruderordnung. In der Regel gibt es einen Vorstand, der die Interessen der Mitglieder vertritt. Die Interessenvertretung der Ruderinnen und Ruderer insgesamt wiederum übernimmt der Deutsche Ruderverband (DRV), der auch für die Zusammenstellung der Nationalmannschaften und die Koordination der Vereinsarbeit zuständig ist. Sportlerinnen und Sportler, die an nationalen Wettkämpfen teilnehmen wollen, müssen Mitglied in einem dem DRV angehörigen Verein sein.

## Historische Einordnung der Teilnahme von Frauen an rudersportlichen Wettkämpfen
1954 gingen zum ersten Mal Frauen bei Europameisterschaften an den Start, ab 1958 wurden im Vorfeld der Europameisterschaften Ausscheidungswettkämpfe der beiden Mannschaften „Ost“ und „West“ ausgetragen. Als 1962 Weltmeisterschaften im Rhythmus von 4 Jahren eingeführt wurden, geschah dies zunächst ohne Frauenrennen. 1976 durften Frauen zum ersten Mal bei den Olympischen Spielen rudern. Zum Vergleich: 80 Jahre, nachdem es den Männern möglich war. In den 1970er- und 1980er-Jahren beherrschten die Ruderer und Ruderinnen aus der DDR die olympische Bühne. „Sie holten sich insgesamt 34-mal Gold, neun Mal Silber und acht Mal Bronze und feierten mindestens einen Olympiasieg in jeder der 14 Klassen bei Männern und Frauen.“
Nach der Wende traten die ostdeutschen Vereine im Jahr 1991 dem DRV bei und es wurde wieder eine gesamtdeutsche Ruder-Nationalmannschaft gebildet.

## Ausgezeichnete Ruderinnen in Frauenrudervereinen (Auswahl)
Zwischen 1937 und 1942 sowie zwischen 1949 und 1969 konnten Frauen im Rahmen des Deutschen Meisterschaftsruderns in der Wettkampfsdisziplin Stilrudern teilnehmen (in der DDR bis 1963). Bei dieser Meisterschaft, die an unterschiedlichen Orten ausgetragen wurde, ruderten 1950 in Hannover fünf FRCW-Frauen auf den ersten Platz: die Schwestern Gisela und Christel Fremder, Marga Kretschmar, Lieselotte Höhn und Christel Schurwanz (Steuerfrau). 1952 erreichten Rita Frommhold, Ursel Melchert, Ingrid Wallmann, Gisela Fremder und Christel Fremder (Steuerfrau) in Bad Ems den zweiten Platz und ein Jahr später, 1953, erreichte dasselbe Team in Mannheim den dritten Platz.
Bereits in den Anfangsjahren traten Ruderinnen aus Frauenrudervereinen bei der Deutschen Meisterschaft im Stilrudern gegen andere Vereine an. Und so sicherten sich 1938 in Heilbronn Friedel Strunk, Isa Gerstung, Hannelore Giesen, Anneliese Wollstein und Steuerfrau Olly Degenhardt vom Casseler Frauen-RV den zweiten Platz.
1939 errangen H. Dähne, G. Jäger, Ch. Mensebach, G. Claßen und Steuerfrau H. Reihe vom Friedrichshagener Damen-RC in Leipzig den dritten Platz.
Frauen vom 1. FRC Hannover erreichten mit unterschiedlichen Bootsbesetzungen dreimal den dritten Platz: Ruth Neldner, Eva Gretschel, Irmgard Sprengeler, Ingeborg Segelke und Steuerfrau Olly Lohsträter 1940 in Berlin, Doris Böttner, Inge Knappmeyer, Ilse Kreienfeld, Rosi Kehr, Steuerfrau Ingrid Witthuhn 1951 in Mainz und Inge Hanke, Margot Ohme, Liesel Kähne, Annelie Röttger und Steuerfrau Olly Lohsträter 1952 in Bad Ems.
Am erfolgreichsten waren bei dieser Wettkampfsdisziplin aber die Frauen vom Hamburger Ruderinnen-Club (HRC). Sie holten sich mehrfach den Deutschen Meisterschaftstitel: Heidi Fieck, Renate Wulff, Gerhold Kuchenbecker, Brigitta Heinig und Steuerfrau Rosemarie Leithoff 1961 in Hannover und 1962 in Mainz. Ein Jahr zuvor, 1960, hatte dasselbe Team in Duisburg bereits die Vizemeisterschaft erzielt. Auch 1965, dieses Mal in Mannheim, schaffte es wieder ein Team vom HRC aufs Siegertreppchen, darunter zwei Ruderinnen bereits zum dritten Mal: Heidi Witte-Fieck, Heidrun Upleger, Bernelies Begemann, Brigitta Niemann-Heinig und Steuerfrau Brigitte Collies.
Weitere Titel erreichten Frauen aus Frauenrudervereinen bei Eichkranzrennen (EKR) (U23 – DM bis 22 Jahre), Bundesentscheiden und bei Deutschen Jugendmeisterschaften (DJM) (DM bis 18 Jahre). Auf internationaler Ebene gelangen Medaillengewinne bei Juniorinnen-WMs und beim Match des Seniors.
Weitere erfolgreiche Ruderinnen in Frauenrudervereinen:
- Gretel Bischoff (1. FRC Hannover) wurde 1939 Deutsche Vizemeisterin im Frauen-Einer
- Inge Oehlenschläger (LFRG) belegte 1939 und 1941 beim DMR den dritten Platz im Frauen-Einer
- Inge Oehlenschläger und Friedel Schneegaß (LFRG) gewannen 1939 im Doppelzweier die erste Deutsche Meisterschaft[9]
- Waltraud Roick (LFRG) war 1966 und 1967 Deutsche Meisterin im Frauen-Einer
- Margret Dohrendorf (LFRK) erzielte 1968 im Frauen-Einer den dritten Platz
- Gudrun Vetter (LFRG) erreichte 1969 den dritten Platz
- Karola Brandt (FRCW) war ein Jahrzehnt lang in der Nationalmannschaft, holte sieben deutsche Meisterschaftstitel[9], unter anderem zweimal im Einer,[25] gewann unter anderem Bronze im Doppelvierer mit Steuerfrau bei den Ruder-Europameisterschaften 1972 und nahm 1976 an den Olympischen Spielen in Montreal teil, wo das Rudern der Frauen zum ersten Mal in das olympische Programm aufgenommen worden war.
- Renate Gruenke als Steuerfrau (FRCW) im Doppelvierer mit Steuerfrau, Bronze bei den Ruder-Europameisterschaften 1972
- Karin Gondolatsch (HRC) gewann 1975 im Zweier die Deutsche und die Internationale Deutsche Meisterschaft sowie Bronze bei der WM[9]
- Doris Leifermann (HRC) gewann 1975 im Zweier die Deutsche und die Internationale Deutsche Meisterschaft sowie Bronze bei der WM[9]
- Kathrien Plückhahn (FRCW) als Steuerfrau Silbermedaille im Doppelvierer bei den Weltmeisterschaften 1978. 1984 Teilnahme im Doppelvierer an den Olympischen Spielen
- Sabine Dürkop (LFRG) erreichte 1981 im Frauen-Einer Bronze
- Evelyn Herwegh (Frauenruderverein „Freiweg“), Weltmeisterin im Leichtgewichts-Vierer ohne Steuerfrau 1985
- Sabine Jurk (FRCW) gewann 1989 das DMR im Vierer
- Magdalena Schmude (FRCW) unter anderem 2004 Weltmeisterin im Einer bei den U23-Weltmeisterschaften

### Weitere Auszeichnungen
- Plakette für besondere Verdienste: Christel Wallmann (1986)